# Савина (Ішимський район)
Са́вина (рос. Савина) — присілок у складі Ішимського району Тюменської області, Росія.
Населення — 291 особа (2010, 317 у 2002).
Національний склад станом на 2002 рік:
- росіяни — 83 %